# نيكولا ويست
نيكولا ويست (بالفرنسية: Nicolas de Gunzburg)‏ هو صحفي ومصرفي ونجم اجتماعي وممثل فرنسي، ولد في 12 ديسمبر 1904 بباريس في فرنسا، وتوفي في 20 فبراير 1981 بنيويورك في الولايات المتحدة. من الجوائز التي نالها International Best Dressed Hall of Fame List ‏.

## أعمال

### أفلام
- (1932) فامباير

## جوائز
- International Best Dressed Hall of Fame List [الإنجليزية]‏

## وصلات خارجية
- نيكولا ويست على موقع IMDb (الإنجليزية)
- نيكولا ويست على موقع أول موفي (الإنجليزية)
- نيكولا ويست على موقع قاعدة بيانات الفيلم (الإنجليزية)